# Badiera virgata
Badiera virgata là một loài thực vật có hoa trong họ Polygalaceae. Loài này được Britton mô tả khoa học đầu tiên năm 1910.